# Juozas Matonis
Juozas Matonis  ist ein litauischer  ehemaliger Politiker, Vizeminister.

## Leben
Sein Bruder ist Algirdas Matonis (* 1960), Kriminalpolizist und Polizeikommissar.
Sein Vater war Juozas Matonis.
Am 5. März 1991 ernannte der litauische Ministerpräsident Gediminas Vagnorius Matonis zum Vizeminister für Personalangelegenheiten und Stellvertreter des litauischen Innenministers.  Am  21. November 1991 ernannte  Vagnorius ihn zum ersten Stellvertreter des Innenministers im Kabinett Vagnorius I. Danach leitete er als Direktor das Unternehmen  UAB „Skomė“.